# نديم كوفي
نديم كوفي محسن أو نديم الكوفي (مواليد 1962 في بغداد) هو فنان تشكيلي ومصمم جرافيك عراقي - هولندي، مهتم بالفن المفاهيمي الذي يستكشف من خلاله موضوعات مثل الحرب والصراع السياسي والنفي والخسارة والذاكرة التاريخية. قدم أكثر من 20 معرضا منفردا في الشرق الأوسط، والولايات المتحدة، وأوروبا في محافل مثل بونهامز لندن، ومتحف ستيشن للفن المعاصر وجاليري السلطان، وشارك في العديد من المعارض الجماعية مع فنانون عراقيون بارزون.

## حياته
وُلد نديم كوفي في العاصمة بغداد عام 1962، أكمل دراسته الابتدائية والثانوية فيها، درس فن النقش وتخرج من معهد الفنون الجميلة في بغداد عام 1985، خدم في الجيش العراقي خلال الحرب العراقية الإيرانية، وتأثر بعمق بالفظائع التي شهدها. درس النحت في اكاديمية الفنون الجميلة بجامعة بغداد تخرج منها عام 1990، تزوج وقرر مغادرة العراق بصحبة زوجته ليستقر في عمّان. اقام معرضه الشخصي الاول في المركز الثقافي الفرنسي في عمان، الأردن واشترك في معرض في دارة الفنون - مؤسسة شومان في عمان عام 1992 و1993 و1994. تلقى منحة من اليونسكو عام 1995، ليسافر الى هولندا من أجل الاستقرار والدراسة والعمل. درس فن الخزف وفن الجرافيك وتخرج من مدرسة الفنون في مدينة أوترخت في عام 2002، نشر دفتر يوميات ثقافي الكتروني بعنوان "دفتر" الذي يتضمن مقالاته ومقالات فنية ثقافية مترجمة لفنانين وكتاب، استمر لمدة عام أصدر 16 عدد منها في عام 2004.